# Franciscus Volckland

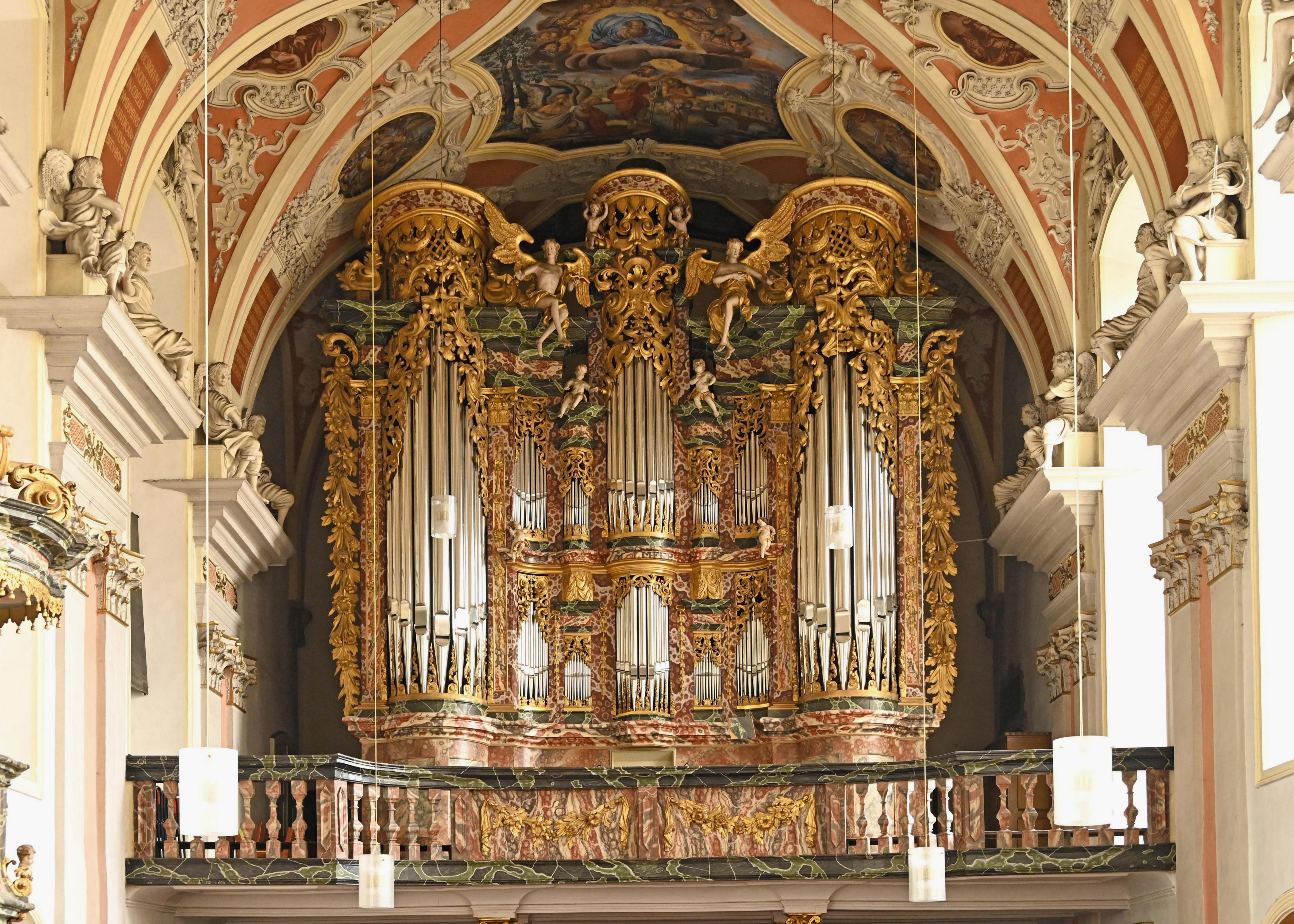
St. Crucis (Erfurt), bedeutendste und größte Orgel von Franciscus Volckland (1737)

Franciscus Volckland, auch Franz (* 5. Juni 1696 in Berlstedt; † 23. Dezember 1779 in Erfurt) war ein deutscher Orgelbauer.

## Leben
Volckland war Geselle von Johann Georg Schröter in Erfurt. Ob er zuvor bereits bei dem Berlstedter Orgelbauer Johann Conrad Vockerodt gelernt hatte, ist nicht gesichert. 1716 begab er sich zur Orgelwerkstatt Lortzing nach Ohrdruf, kehrte jedoch 1718 nach Erfurt zurück. Dort wurde er „Biereigener“, d. h., er durfte Bier brauen und ausschenken. Außerdem betrieb er einen Holz- und Fruchthandel und war ein engagierter Bürger der Stadt.
Das von Volckland beantragte Privileg als Orgelbauer wurde ihm allerdings nicht erteilt. Sein Lehrmeister Schröter besaß bereits ein solches Privileg und war darauf angewiesen, während Volckland auch ohne den Orgelbau sein Auskommen hatte. Schon in seiner Lehrzeit bei Schröter hatte es Auseinandersetzungen zwischen den beiden gegeben, die sich jetzt wegen der direkten Konkurrenz zueinander verstärkten.
Volckland heiratete 1722 und nach dem Tod seiner ersten Frau 1768 noch mit 77 Jahren ein zweites Mal. Kinder hatte er jedoch nicht.
Einige Orgeln von Volckland sind noch heute erhalten und zeugen von der Qualität seiner Werkstatt. Außerdem wurde er mehrmals etliche Jahre nach dem Neubau einer Orgel mit Umbauten und Erweiterungen daran beauftragt, was für seine Zuverlässigkeit spricht. Laut Jakob Adlung baute er in Zimmernsupra Ventile mit Schwanzschrauben, die leichter herausnehmbar waren. In Mühlberg verwendete er gehämmertes Zinn. Beides deutet auf seine umfassenden Fähigkeiten als Orgelbauer hin.
Unsicher ist, ob der Orgelbauer Nicolaus Weißhaupt als sein Schüler betrachtet werden darf.

## Werkliste (Auswahl)
Orgelbauten von Volckland sind an folgenden Orten nachgewiesen:
| Jahr      | Ort                     | Kirche                    | Bild | Manuale | Register | Bemerkungen                                                                                                 |
| --------- | ----------------------- | ------------------------- | ---- | ------- | -------- | --- |
| 1721      | Vieselbach              |                           |      |         |          | |
| 1721      | Sohnstedt               | St. Trinitatis            |      | II/P    | 14       | erhalten; derzeit unspielbar                                                                                |
| 1722–1726 | Ollendorf               | St. Philippus und Jakobus |      | II/P    | 16       | 1830 Umbau durch August Witzmann                                                                            |
| 1729      | Egstedt                 | St. Michael               |      | II/P    | 18       | seit den 1980er-Jahren nicht mehr spielbar                                                                  |
| 1729/1744 | Mühlberg                | St. Lukas                 |      | II/P    | 26       | Abnahme 1730 durch Johann Peter Kellner; 1823 durch Ernst Ludwig Hesse eingreifend erneuert; erhalten       |
| 1732–1737 | Erfurt                  | Neuwerkskirche            |      | II/P    | 28       | 1895 und 1930 Umbauten; 1999–2003 durch Alexander Schuke auf ursprünglichen Zustand rekonstruiert; erhalten |
| 1738      | Zimmernsupra            | St. Jacobus               |      | II/P    | 21       | |
| um 1740   | Erfurt                  | Alte Thomaskirche         |      | II/P    | 18       | 1903 der Abbruch der alten Thomaskirche                                                                     |
| 1747      | Erfurt                  | Hospitalkirche            |      | II/P    | 24       | Ende des 19. Jahrhunderts wurde das Hospital aufgegeben                                                     |
| 1749–1750 | Elxleben bei Erfurt     | St. Michaelis             |      | II/P    | 28       | Neubau im alten Prospekt durch Adam Eifert Nachfolger 1916                                                  |
| 1748–1751 | Elxleben bei Arnstadt   | St. Peter und Paul        |      | II/P    | 27       | weitgehend erhalten                                                                                         |
| 1751      | Längwitz bei Rudolstadt |                           |      |         |          | |
| 1751–1755 | Bindersleben            | Lukaskirche               |      | II/P    | 24       | nach mehreren Umbauten in den Jahren 2011–2018 durch Jehmlich Orgelbau restauriert                          |
| 1758/1761 | Tröchtelborn            | St. Bonifatius            |      | II/P    | 24       | 1917 und 1950er Jahre Umbauten; 1996 auf ursprünglichen Zustand zurückgeführt; erhalten                     |
| 1765      | Kühnhausen              | Porta-Coeli-Kirche        |      | II/P    | 23       | |
| um 1765   | Erfurt                  | Brunnenkapelle            |      |         |          | |
| 1772      | Gottstedt               | St. Georg                 |      | I/P     | 11       | restauriert 1994 durch Herbert Löbling, Erfurt                                                              |